# Mafalda Minguel
Mafalda Juana Salsbach-Minguel (Curaçao, 8 maart 1938 – 21 december 2024), beter bekend als Mafalda Minguel, was een Curaçaos zangeres.
Minguel had de bijnaam Doña Mafalda (Lady Mafalda) en werd betiteld als de grande dame van het Curaçaose lied en de Curaçaose salsa.

## Biografie
Minguel begon op haar 16e op te treden in een club. Minguel, zangeres in een door mannen gedomineerde muziekindustrie, had hierbij te maken met kritiek en vooroordelen. Zo vonden sommigen het niet gepast dat ze, als jonge vrouw, in een club zong, in een band met alleen mannen.
Minguel beheerste een repertoire van honderden songs in verschillende stijlen: boleros, guarachas, son montunos, salsas en tumba's. Met name Cubaanse muziek was erg populair in Minguel's begintijd. Ze trad hiermee op in de clubs van Willemstad, net als in de theaters Roxy en West End in dezelfde stad.
In 1973 trad ze als eerste vrouw op tijdens het tumbafestival in Curaçao. Ze deed tientallen malen mee en haalde diverse malen de finale. Dagblad Amigoe schreef in 1995 dat Minguel [op dat moment] de enige was die alle 25 edities had meegedaan, tweemaal in het koor en 23 keer als zangeres.
Minguel was ook de eerste vrouw die Curaçao vertegenwoordigde op het songfestival van Puerto Rico.
Minguel speelde in de band van haar echtgenoot, musicus (trompettist en pianist) Manuel 'Shon Ma' Salsbach, en later (sinds 1987) ook in Arnell i su Orkesta, de band van enkele van haar zonen.
Tijdens tournees gaf ze optredens in onder meer Aruba, Venezuela, Puerto Rico, Miami, de Dominicaanse Republiek en Colombia. Ze deelde het podium met Celia Cruz en Tito Puente.
In 2012 werd een song van Minguel geselecteerd voor het verzamelalbum ABC Island Primer van het Duitse platenlabel Network Medien.
In 2017 was Minguel een van de optredende 'queens' tijdens het Caribbean Queens Concert in Willemstad, naast Izaline Calister en Shirma Rouse.
Minguel werd vanwege haar zangkwaliteiten en stemgeluid meermaals vergeleken met de Cubaanse zangeres Celia Cruz. Ze genoot bekendheid op Curaçao als vertolkster van het werk van Cruz.

## Erkenning en waardering
In 1984 werd Minguel gehuldigd vanwege haar dertigjarig jubileum. Dagblad Amigoe schreef toen dat geen Antilliaanse vrouw het zo lang en met zoveel succes had volgehouden in de showbusiness.
In 1994 werd ze door het Bestuurscollege van Curaçao gehuldigd omdat ze veertig jaar in het vak zat.
In 2024, op 86-jarige leeftijd, ontving ze het Kruis van Verdienste (Krus di Mérito Kòrsou) van de Curaçaose overheid.